# Presidente de Laos
El Presidente de la República Democrática Popular Lao (en lao: ປະທານປະເທດ ແຫ່ງ ສປປ ລາວ, romanizado: Pathan Pateed Haeng Satapana Pathet Lao) es el jefe de Estado de dicha nación, y fue creado el 2 de diciembre de 1975 tras la abolición de la monarquía por el Pathet Lao al final de la Guerra civil.

## Lista de presidentes
| N.º | Nombre (Nacimiento–Muerte) | Nombre (Nacimiento–Muerte)             | Período                 | Período                 | Partido                                |
| N.º | Nombre (Nacimiento–Muerte) | Nombre (Nacimiento–Muerte)             | Inicio                  | Final                   | Partido                                |
| --- | -------------------------- | -------------------------------------- | ----------------------- | ----------------------- | -------------------------------------- |
| 1   |                            | Souphanouvong (1909–1995)              | 2 de diciembre de 1975  | 15 de agosto de 1991    | Partido Popular Revolucionario de Laos |
| —   |                            | Phoumi Vongvichit (1909–1994) Interino | 31 de octubre de 1986   | 15 de agosto de 1991    | Partido Popular Revolucionario de Laos |
| 2   |                            | Kaysone Phomvihane (1920–1992)         | 15 de agosto de 1991    | 21 de noviembre de 1992 | Partido Popular Revolucionario de Laos |
| 3   |                            | Nouhak Phoumsavanh (1910–2008)         | 25 de noviembre de 1992 | 24 de febrero de 1998   | Partido Popular Revolucionario de Laos |
| 4   |                            | Khamtai Siphandon (1924–2025)          | 24 de febrero de 1998   | 8 de junio de 2006      | Partido Popular Revolucionario de Laos |
| 5   |                            | Choummaly Sayasone (1936–)             | 8 de junio de 2006      | 20 de abril de 2016     | Partido Popular Revolucionario de Laos |
| 6   |                            | Bounnhang Vorachith (1937–)            | 20 de abril de 2016     | 22 de marzo de 2021     | Partido Popular Revolucionario de Laos |
| 7   |                            | Thongloun Sisoulith (1945–)            | 22 de marzo de 2021     | Incumbente              | Partido Popular Revolucionario de Laos |